# Ctilocephala cayennensis
Ctilocephala cayennensis är en skalbaggsart som beskrevs av Moser 1921. Ctilocephala cayennensis ingår i släktet Ctilocephala och familjen Melolonthidae. Inga underarter finns listade i Catalogue of Life.